# Keturiasdešimt Totorių
Keturiasdešimt Totorių (Tataars: Кырык Татар, Qırıq Tatar) is een dorp in het zuiden van Litouwen even ten zuidwesten van de hoofdstad Vilnius. De naam van het dorp, vertaald in het Nederlands "40 Tataren" verwijst naar de stichters van het dorp, de Lipka-Tataren.

## Geschiedenis
Keturiasdešimt Totorių is een van de oudste nederzettingen van Groothertogdom Litouwen met Tataarse bewoners. De toenmalige groothertog, Vytautas de Grote nam in 1397 de eerste Tataren als krijgsgevangene mee vanuit de Krim, alwaar de Tataarse troepen op dat moment verzameld waren. Hij bracht enkele van hen naar de Vokė-rivier. Een legende verklaart de naam van het dorp. De gevangenen Tataren, gehuisvest in het Vorstendom Trakai, ontvingen privileges van Vytautas om hun geloof en gewoonten te behouden. Een van die gewoontes was de polygamie. Eén Tataar had daarbij vier vrouwen. Elk van hen beviel van tien zonen, wat leidde tot een totaal van 40 kinderen, 40 Tataren.
In de geschreven bronnen wordt 1558 als jaar genoemd dat er een moskee werd gebouwd, die tijdens de Veldtocht van Napoleon naar Rusland in 1812 werd platgebrand. In 1630 waren er 42 Tataarse boerderijen.

## Bevolking
| Inwoners per jaar |        |
| Jaar              | Aantal |
| 1959              | 263    |
| 1970              | 375    |
| 1979              | 444    |
| 1989              | 396    |
| 2001              | 458    |
| 2011              | 451    |

## Galerij

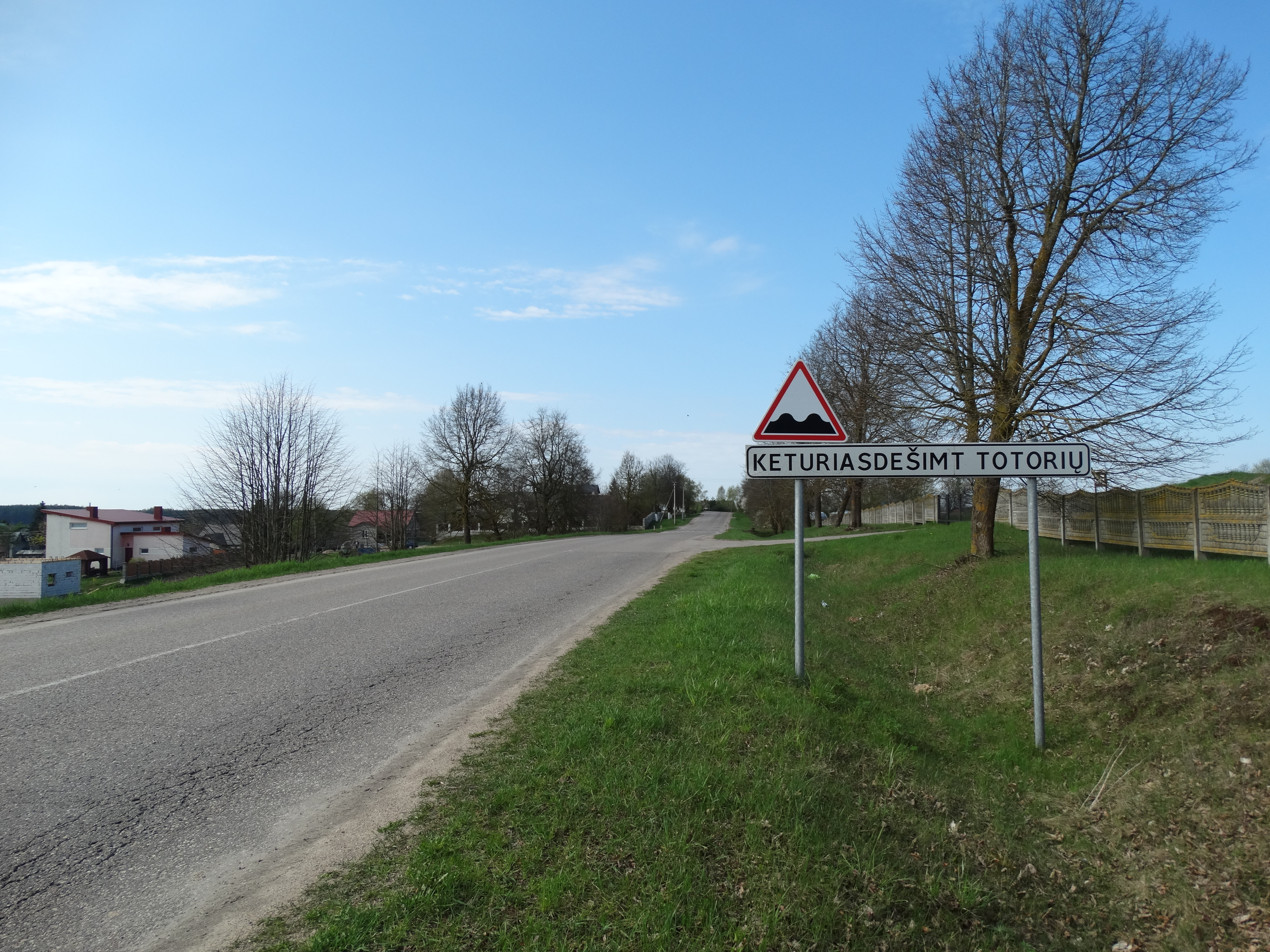
Riboženklisweg
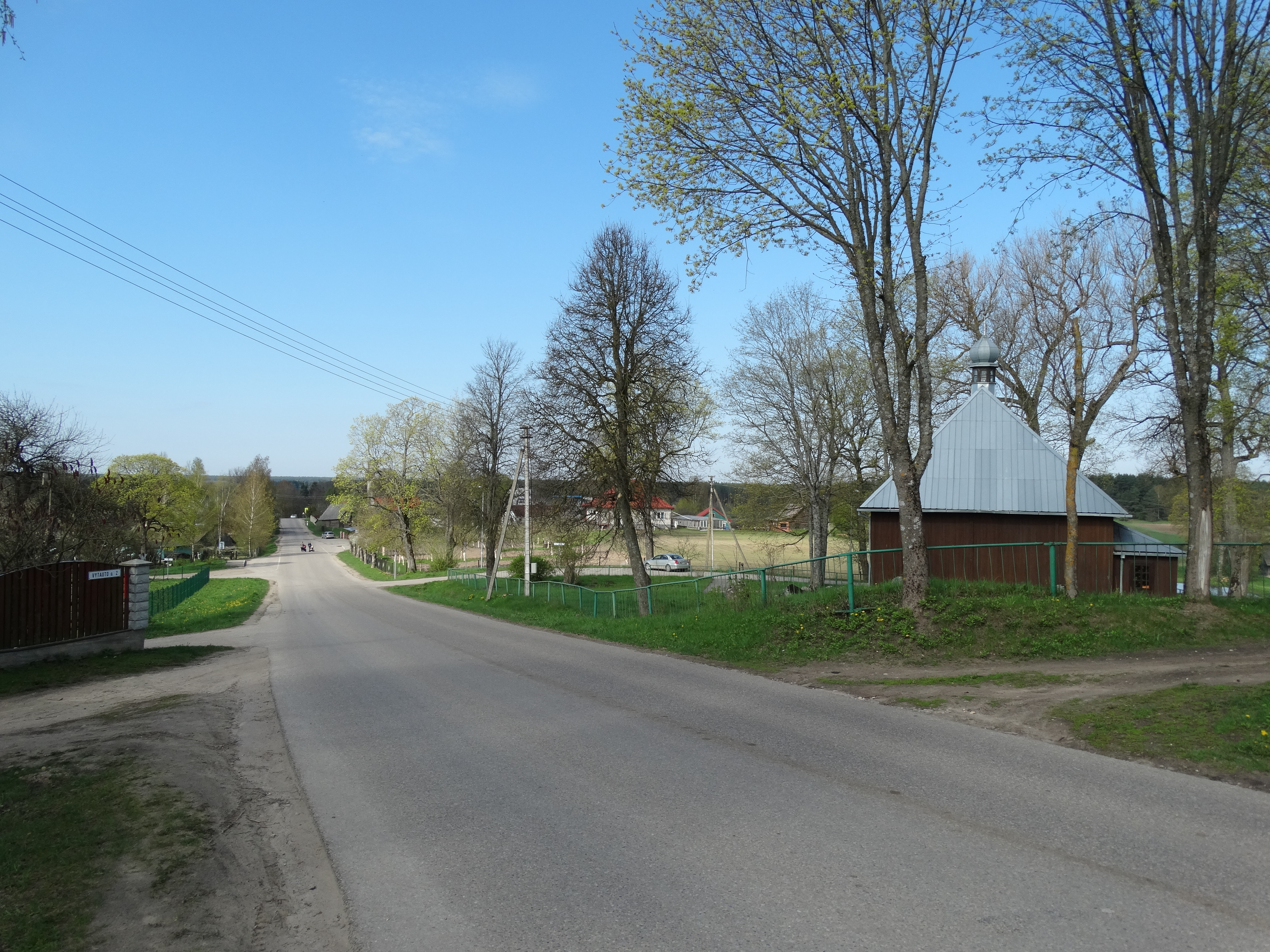
Pagrindinėstraat